# ديلان بيترسون
ديلان بيترسون (بالإنجليزية: Dylan Peterson)‏ هو لاعب اتحاد الرغبي جنوب أفريقي، ولد في 10 فبراير 1990 في Alberton, South Africa ‏ في جنوب أفريقيا.